# 東町 (茨城県)
東町（あずままち）は、茨城県稲敷郡にかつて存在した町である。合併により現在は稲敷市の東地区となっている。

## 地理
河川
- 新利根川、横利根川

### 隣接していた自治体
- 茨城県
  - 稲敷郡
    - 江戸崎町
    - 新利根町
    - 河内町
    - 桜川村
- 千葉県
  - 佐原市
  - 香取郡
    - 神崎町

## 歴史

### 沿革
- 1936年（昭和11年）3月 - 水郷大橋が開通。
- 1953年（昭和28年）5月18日 - 国道123号（2024年現在の国道51号）と国道125号が制定。
- 1955年（昭和30年）1月5日 - 本新島村・十余島村・伊崎村が合併し東村が発足。
- 1958年（昭和33年）2月20日 - 大須賀村は東村に編入。
- 1967年（昭和42年）5月 – 神崎大橋が開通。
- 1996年（平成8年）9月1日 - 東村は町制を施行し東町となる。
- 2005年（平成17年）3月22日 - 東町は稲敷郡江戸崎町、新利根町、桜川村とともに合併し稲敷市が発足。東町は廃止。

### 行政区域変遷
- 変遷の年表

| 東町町域の変遷（年表） | 東町町域の変遷（年表） | 東町町域の変遷（年表） |
| 年                     | 月日                   | 旧東町町域に関連する行政区域変遷 |
| ---------------------- | ---------------------- | --- |
| 1889年（明治22年）     | 4月1日                 | 町村制施行に伴い、以下の町村が発足。 - 香取郡 - 佐原町 ← 佐原町・佐原新田・篠原村・長島村・中洲村・西代村大字笄島 - 本新島村 ← 上之島村、上須田村、西代村、野間谷原村、石納村、飯島村、川尻村、大戸村の新田 - 新島村 ← 扇島村、加藤洲村、磯山村、八筋川村、大島村、三島村、境島村、附洲新田、公官州新田 - 十余島村 ← 押砂村・結佐村・六角村・四ッ谷村・曲淵村・橋向村・清久島村・余津島村・手賀組新田・ 佐原組新田・下須田新田・阿波崎新田 - 河内郡 - 伊崎村 ← 下須田村・伊佐部村・阿波崎村・釜井村 - 大須賀村 ← 福田村・幸田村・脇川村・中島村・清水村・町田村・東大沼村・市崎村 |
| 1896年（明治29年）     | 4月1日                 | 河内郡と信太郡と合併し稲敷郡が発足。河内郡伊崎村・大須賀村は稲敷郡になる。 |
| 1899年（明治32年）     | 4月1日                 | - 本新島村の一部（上之島、上須田、西代と石納、飯島の各一部）新島村の一部（八筋川、大島、 三島、境島のうち横利根川より西側）、佐原町の一部（佐原新田の一部）が合併し 茨城県稲敷郡本新島村を新設。 - 十余島村は茨城県稲敷郡に移行。 - 同日、神崎町の一部（神崎神宿、神崎本宿、今、小松の各一部）は十余島村に編入。 |
| 1955年（昭和30年）     | 1月5日                 | 本新島村・十余島村・伊崎村が合併し東村が発足。 |
| 1958年（昭和33年）     | 2月20日                | 大須賀村は東村に編入。 |
| 1966年（昭和41年）     |                        | 東村の一部（神崎神宿、神崎本宿、小松の各一部）は神崎町に編入。 |
| 1973年（昭和48年）     |                        | - 清久島の一部は河内村に編入。 - 釜井の一部は桜川村に編入。 - 桜川村の一部（甘田の一部）は東村に編入。 |
| 1978年（昭和53年）     |                        | 桜川村の一部（神宮寺の一部）は東村に編入。 |
| 1996年（平成8年）      | 9月1日                 | 東村は町制を施行し東町となる。 |
| 2005年（平成17年）     | 3月22日                | 東町は江戸崎町、新利根町、桜川村とともに合併し稲敷市が発足。東町は消滅。 |

- 変遷表

| 東町町域の変遷表（※細かな境界の変遷は省略） | 東町町域の変遷表（※細かな境界の変遷は省略） | 東町町域の変遷表（※細かな境界の変遷は省略） | 東町町域の変遷表（※細かな境界の変遷は省略） | 東町町域の変遷表（※細かな境界の変遷は省略） | 東町町域の変遷表（※細かな境界の変遷は省略） | 東町町域の変遷表（※細かな境界の変遷は省略） | 東町町域の変遷表（※細かな境界の変遷は省略） | 東町町域の変遷表（※細かな境界の変遷は省略） | 東町町域の変遷表（※細かな境界の変遷は省略） |
| 1868年 以前                                 | 1868年 以前                                 | 1868年 以前                                 | 明治元年 - 明治22年                         | 明治22年 4月1日                             | 明治22年 - 昭和19年                         | 昭和20年 - 昭和64年                         | 平成元年 - 現在                             | 現在                                        |                                             |
| ------------------------------------------- | ------------------------------------------- | ------------------------------------------- | ------------------------------------------- | ------------------------------------------- | ------------------------------------------- | ------------------------------------------- | ------------------------------------------- | ------------------------------------------- | ------------------------------------------- |
| 香取郡                                      |                                             | 上須田村                                    | 上須田村                                    | 本新島村の一部                              | 明治32年4月1日 本新島村                     | 昭和30年1月5日 東町                         | 平成8年9月1日 町制 平成17年3月22日 稲敷市   | 稲敷市                                      |                                             |
| 香取郡                                      | 上之島村                                    |                                             |                                             | 本新島村の一部                              | 明治32年4月1日 本新島村                     | 昭和30年1月5日 東町                         | 平成8年9月1日 町制 平成17年3月22日 稲敷市   | 稲敷市                                      |                                             |
| 香取郡                                      | 西代村                                      |                                             |                                             | 本新島村の一部                              | 明治32年4月1日 本新島村                     | 昭和30年1月5日 東町                         | 平成8年9月1日 町制 平成17年3月22日 稲敷市   | 稲敷市                                      |                                             |
| 香取郡                                      | 石納村の一部                                |                                             |                                             | 本新島村の一部                              | 明治32年4月1日 本新島村                     | 昭和30年1月5日 東町                         | 平成8年9月1日 町制 平成17年3月22日 稲敷市   | 稲敷市                                      |                                             |
| 香取郡                                      | 飯島村の一部                                |                                             |                                             | 本新島村の一部                              | 明治32年4月1日 本新島村                     | 昭和30年1月5日 東町                         | 平成8年9月1日 町制 平成17年3月22日 稲敷市   | 稲敷市                                      |                                             |
| 香取郡                                      |                                             | 八筋川村の一部                              | 八筋川村の一部                              | 新島村の一部                                | 明治32年4月1日 本新島村                     | 昭和30年1月5日 東町                         | 平成8年9月1日 町制 平成17年3月22日 稲敷市   | 稲敷市                                      |                                             |
| 香取郡                                      | 大島村の一部                                |                                             |                                             | 新島村の一部                                | 明治32年4月1日 本新島村                     | 昭和30年1月5日 東町                         | 平成8年9月1日 町制 平成17年3月22日 稲敷市   | 稲敷市                                      |                                             |
| 香取郡                                      | 三島村の一部                                |                                             |                                             | 新島村の一部                                | 明治32年4月1日 本新島村                     | 昭和30年1月5日 東町                         | 平成8年9月1日 町制 平成17年3月22日 稲敷市   | 稲敷市                                      |                                             |
| 香取郡                                      | 境島村の一部                                |                                             |                                             | 新島村の一部                                | 明治32年4月1日 本新島村                     | 昭和30年1月5日 東町                         | 平成8年9月1日 町制 平成17年3月22日 稲敷市   | 稲敷市                                      |                                             |
| 香取郡                                      |                                             | 佐原新田の一部                              | 佐原新田の一部                              | 佐原町の一部                                | 明治32年4月1日 本新島村                     | 昭和30年1月5日 東町                         | 平成8年9月1日 町制 平成17年3月22日 稲敷市   | 稲敷市                                      |                                             |
| 香取郡                                      |                                             | 押砂村                                      | 押砂村                                      | 十余島村                                    | 明治32年4月1日 稲敷郡に移行                 | 昭和30年1月5日 東町                         | 平成8年9月1日 町制 平成17年3月22日 稲敷市   | 稲敷市                                      |                                             |
| 香取郡                                      | 結佐村                                      |                                             |                                             | 十余島村                                    | 明治32年4月1日 稲敷郡に移行                 | 昭和30年1月5日 東町                         | 平成8年9月1日 町制 平成17年3月22日 稲敷市   | 稲敷市                                      |                                             |
| 香取郡                                      | 六角村                                      |                                             |                                             | 十余島村                                    | 明治32年4月1日 稲敷郡に移行                 | 昭和30年1月5日 東町                         | 平成8年9月1日 町制 平成17年3月22日 稲敷市   | 稲敷市                                      |                                             |
| 香取郡                                      |                                             | 四ツ谷村                                    | 明治元年 四ツ谷村                           | 十余島村                                    | 明治32年4月1日 稲敷郡に移行                 | 昭和30年1月5日 東町                         | 平成8年9月1日 町制 平成17年3月22日 稲敷市   | 稲敷市                                      |                                             |
| 香取郡                                      | 明治元年 余津谷村                           | 四ツ谷村                                    |                                             | 十余島村                                    | 明治32年4月1日 稲敷郡に移行                 | 昭和30年1月5日 東町                         | 平成8年9月1日 町制 平成17年3月22日 稲敷市   | 稲敷市                                      |                                             |
| 香取郡                                      | 曲淵村                                      |                                             |                                             | 十余島村                                    | 明治32年4月1日 稲敷郡に移行                 | 昭和30年1月5日 東町                         | 平成8年9月1日 町制 平成17年3月22日 稲敷市   | 稲敷市                                      |                                             |
| 香取郡                                      | 橋向村                                      |                                             |                                             | 十余島村                                    | 明治32年4月1日 稲敷郡に移行                 | 昭和30年1月5日 東町                         | 平成8年9月1日 町制 平成17年3月22日 稲敷市   | 稲敷市                                      |                                             |
| 香取郡                                      | 清久島村                                    |                                             |                                             | 十余島村                                    | 明治32年4月1日 稲敷郡に移行                 | 昭和30年1月5日 東町                         | 平成8年9月1日 町制 平成17年3月22日 稲敷市   | 稲敷市                                      |                                             |
| 香取郡                                      | 手賀組新田                                  |                                             |                                             | 十余島村                                    | 明治32年4月1日 稲敷郡に移行                 | 昭和30年1月5日 東町                         | 平成8年9月1日 町制 平成17年3月22日 稲敷市   | 稲敷市                                      |                                             |
| 香取郡                                      | 佐原組新田                                  |                                             |                                             | 十余島村                                    | 明治32年4月1日 稲敷郡に移行                 | 昭和30年1月5日 東町                         | 平成8年9月1日 町制 平成17年3月22日 稲敷市   | 稲敷市                                      |                                             |
| 香取郡                                      | 下須田新田                                  |                                             |                                             | 十余島村                                    | 明治32年4月1日 稲敷郡に移行                 | 昭和30年1月5日 東町                         | 平成8年9月1日 町制 平成17年3月22日 稲敷市   | 稲敷市                                      |                                             |
| 香取郡                                      | 阿波崎新田                                  |                                             |                                             | 十余島村                                    | 明治32年4月1日 稲敷郡に移行                 | 昭和30年1月5日 東町                         | 平成8年9月1日 町制 平成17年3月22日 稲敷市   | 稲敷市                                      |                                             |
| 河内郡                                      |                                             | 下須田村                                    | 下須田村                                    | 伊崎村                                      | 明治29年4月1日 稲敷郡発足                   | 昭和30年1月5日 東町                         | 平成8年9月1日 町制 平成17年3月22日 稲敷市   | 稲敷市                                      |                                             |
| 河内郡                                      | 伊佐部村                                    |                                             |                                             | 伊崎村                                      | 明治29年4月1日 稲敷郡発足                   | 昭和30年1月5日 東町                         | 平成8年9月1日 町制 平成17年3月22日 稲敷市   | 稲敷市                                      |                                             |
| 河内郡                                      | 阿波崎村                                    |                                             |                                             | 伊崎村                                      | 明治29年4月1日 稲敷郡発足                   | 昭和30年1月5日 東町                         | 平成8年9月1日 町制 平成17年3月22日 稲敷市   | 稲敷市                                      |                                             |
| 河内郡                                      | 釜井村                                      |                                             |                                             | 伊崎村                                      | 明治29年4月1日 稲敷郡発足                   | 昭和30年1月5日 東町                         | 平成8年9月1日 町制 平成17年3月22日 稲敷市   | 稲敷市                                      |                                             |
| 河内郡                                      |                                             | 福田村                                      | 福田村                                      | 大須賀村                                    | 明治29年4月1日 稲敷郡発足                   | 昭和33年2月20日 東村に編入                  | 平成8年9月1日 町制 平成17年3月22日 稲敷市   | 稲敷市                                      |                                             |
| 河内郡                                      | 幸田村                                      |                                             |                                             | 大須賀村                                    | 明治29年4月1日 稲敷郡発足                   | 昭和33年2月20日 東村に編入                  | 平成8年9月1日 町制 平成17年3月22日 稲敷市   | 稲敷市                                      |                                             |
| 河内郡                                      | 脇川村                                      |                                             |                                             | 大須賀村                                    | 明治29年4月1日 稲敷郡発足                   | 昭和33年2月20日 東村に編入                  | 平成8年9月1日 町制 平成17年3月22日 稲敷市   | 稲敷市                                      |                                             |
| 河内郡                                      | 中島村                                      |                                             |                                             | 大須賀村                                    | 明治29年4月1日 稲敷郡発足                   | 昭和33年2月20日 東村に編入                  | 平成8年9月1日 町制 平成17年3月22日 稲敷市   | 稲敷市                                      |                                             |
| 河内郡                                      | 清水村                                      |                                             |                                             | 大須賀村                                    | 明治29年4月1日 稲敷郡発足                   | 昭和33年2月20日 東村に編入                  | 平成8年9月1日 町制 平成17年3月22日 稲敷市   | 稲敷市                                      |                                             |
| 河内郡                                      | 町田村                                      |                                             |                                             | 大須賀村                                    | 明治29年4月1日 稲敷郡発足                   | 昭和33年2月20日 東村に編入                  | 平成8年9月1日 町制 平成17年3月22日 稲敷市   | 稲敷市                                      |                                             |
| 河内郡                                      |                                             | 大沼村                                      | 明治12年 東大沼村                           | 大須賀村                                    | 明治29年4月1日 稲敷郡発足                   | 昭和33年2月20日 東村に編入                  | 平成8年9月1日 町制 平成17年3月22日 稲敷市   | 稲敷市                                      |                                             |
| 河内郡                                      | 市崎村                                      |                                             |                                             | 大須賀村                                    | 明治29年4月1日 稲敷郡発足                   | 昭和33年2月20日 東村に編入                  | 平成8年9月1日 町制 平成17年3月22日 稲敷市   | 稲敷市                                      |                                             |

## 姉妹都市
- サーモン・アーム（カナダ、ブリティッシュコロンビア州）
  - 1990年2月19日姉妹都市提携

## 地域

### 公共施設
- 東町立図書館

## 交通

### 道路

#### 高速道路
東町廃止後の2014年より、旧町域内に首都圏中央連絡自動車道稲敷東ICが供用開始した。稲敷東ICの名称正式決定前の仮称は「東IC」で、本町より名前が取られていた。

#### 一般国道
- 国道51号
- 国道125号

#### 主要地方道
- 茨城県道2号水戸鉾田佐原線
- 茨城県道5号竜ヶ崎潮来線
- 茨城県道11号取手東線

#### 一般県道
- 茨城県道101号潮来佐原線
- 茨城県道103号江戸崎下総線
- 茨城県道107号江戸崎神崎線
- 茨城県道206号新川江戸崎線

## 行政

### 歴代村長・町長[3]
| 代   | 氏名     | 就任年月日    | 退任年月日    | 備考                                 |
| ---- | -------- | ------------- | ------------- | ------------------------------------ |
| 初代 | 岩井唯   | 1955年2月20日 | 1963年2月19日 |                                      |
| 2代  | 高木精一 | 1959年2月20日 | 1968年2月19日 |                                      |
| 3代  | 矢崎忠   | 1963年2月20日 | 1971年7月17日 |                                      |
| 4代  | 根本久夫 | 1968年8月10日 | 1980年8月9日  |                                      |
| 5代  | 成毛平昌 | 1980年8月10日 | 1996年8月31日 |                                      |
| 初代 | 成毛平昌 | 1996年9月1日  | 1997年4月21日 | 町政施行後初代町長。在職中に事故死。 |
| 2代  | 坂本允   | 1997年6月1日  | 2005年3月21日 |                                      |

## 名所・旧跡
- 阿波崎城跡

## 出身有名人
- 稲妻雷五郎 - 第7代横綱
- 根本清蔵 - 茨城県議会副議長、江戸崎町町長。
- 坂本大空也 - 元プロ野球選手